# 皮爾森 (喬治亞州)
皮爾森（英語：Pearson）是一個位於美國喬治亞州阿特金森縣的城市。根據2010年美國人口普查，該地人口為2117人，而該地的面積約為8.70平方千米。同時該地也是阿特金森縣的縣治。

## 地理
皮爾森的座標為31°17′54″N 82°51′10″W / 31.29833°N 82.85278°W，而該地的平均海拔高度為62米（即203英尺）。